# The Kumbak II
The Kumbak II ist die allererste Kurzgeschichte des britischen Schriftstellers Roald Dahl (1916–1990). Er schrieb sie 1926 als Zehnjähriger. Die Geschichte blieb unveröffentlicht, jedoch ist das handgeschriebene Manuskript nach wie vor vorhanden. Roald Dahl bezeichnete rückblickend in späteren Jahren das Verfassen von The Kumbak II als „seinen ersten ernsthaften Versuch an einer Kurzgeschichte“.

## Handlung
In The Kumbak II entdeckt ein Kind, dass sein Onkel Aristoteles eine Maschine erfunden hat, mit der man Gesprächen aus der Vergangenheit zuhören kann. Das Kind benutzt die Maschine, um zu beweisen, dass ein gewisser Benjamin Bluebottle schuldig ist, Miss Jemima Redbottom ermordet zu haben.

## Hauptmotiv auch in anderer Kurzgeschichte
In der Kurzgeschichte Der Lautforscher (Originaltitel The Sound Machine), die 1949 erstmals veröffentlicht wurde, greift Dahl die Thematik wieder auf: Laute, die sonst für das menschliche Ohr nicht hörbar sind (zum Beispiel die Schmerzensschreie von Blumen, wenn sie geschnitten und von Bäumen, wenn sie abgehackt werden), können durch eine Maschine hörbar gemacht werden; der Erfinder dieser Maschine ist ein ähnlicher Mann wie in The Kumbak II.

## Ausstellung des Originalmanuskripts
Die von Roald Dahl mit der Hand geschriebene Kurzgeschichte war die ganzen Jahre seit ihrer Entstehung im Familienbesitz der Dahls. Erst im Jahr 2016 wurde das Manuskript für etwa acht Monate vom Verlag Penguin Books im Verlagsgebäude in London der Öffentlichkeit zugänglich gemacht. Anlass war der 100. Geburtstag von Roald Dahl.